# Myrioblephara olivacea
Myrioblephara olivacea là một loài bướm đêm trong họ Geometridae.